# Motta di San Lorenzo
La Motta di San Lorenzo è un isolotto (0,61 ha) della Laguna Veneta vicino a Santa Cristina, non lontano dalla Motta dei Cunici. In veneto mota significa "collinetta", "dosso", e l'isola si presenta proprio come una piccola montagnola che emerge dalle acque lagunari.
Già parte di Caltrazio, località compresa nell'antica Ammiana, decadde con essa. Degli edifici che conservava, in particolare del monastero di San Lorenzo, non restano che le tracce delle fondamenta. L'ultima costruzione ancora in piedi, un capitello, venne spazzata via dall'acqua alta del 1966.

## Campagne archeologiche
L'isola è stata oggetto di una vivace ricerca archeologica articolatasi in due diverse campagne (fine anni 1960 e anni 1990) i cui risultati sono stati revisionati nel 2007 dal Laboratorio di Archeologia Medievale dell'Università Ca' Foscari.
I primi reperti si collocano nella tarda epoca romana. Al III secolo, in particolare, risale un lacerto di pavimento in sesquipedali, forse appartenente a una villa marittima. Resta tuttavia da capire quale fosse l'effettiva utilizzazione dell'isola in questo periodo.
Tra il IV e il VI secolo venne invece innalzata quella che inizialmente fu ritenuta una struttura militare (il castron citato da Costantino Porfirogenito) costituita da due torri a pianta quadrangolare unite da un muro. Tuttavia la vicinanza a un sepolcreto in uso dal VI al IX secolo e l'orientamento est-ovest delle strutture fanno pensare piuttosto alla pieve di San Lorenzo che le cronache vorrebbero fondata nel VII secolo.
Tra il 1185 e il 1439 la chiesa divenne cappella di un monastero di benedettine. Le strutture del convento sono state individuate dalle ricerche, anche se sono difficilmente interpretabili. Si tratta di due tratti di mura in pietre e altinelle orientati in direzione est-ovest e probabilmente raccordati ad altri due tratti con orientamento nord-sud (attualmente poco studiabili perché sommersi). In base a queste scarse testimonianze, si può presumere che all'arrivo delle monache l'isola fosse pressoché spopolata. In effetti, tra il XII e il XIII secolo tutta la laguna nord attraversò una grave decadenza demografica, cui si tentò di porre rimedio insediandovi alcune comunità monastiche. Questa politica di recupero non diede i risultati sperati e tra il Duecento e il Quattrocento tutte queste località furono definitivamente abbandonate.